# Drei Geschichten (Film)
Drei Geschichten (Три истории) ist ein Episodenfilm der Wahlukrainerin Kira Muratowa. In jedem der drei Teile kommt ein Mord vor. Der Film erhielt den Spezialpreis der Jury beim Festival Кинотав / Kinotavr in Sotschi. Er war in der Auswahl als Bester Film beim Europäischen Filmpreis, und bei der Berlinale 1997 lief er im Wettbewerb. Gewidmet hatte ihn die Regisseurin ihrem Lehrer und Mentor Sergei Gerassimow. Als einer von acht ausgewählten Beiträgen der Kira Muratowa ist Drei Geschichten Bestandteil der 2021 für das центр Олександра Довженка (Oleksandr Dowschenko Zentrum) in Kiew erstellten Liste der 100 besten Filme in der Geschichte des ukrainischen Kinos.

## Handlung
Die erste Episode, Котельная № 6, ist nach einem Heiz- bzw. Kesselraum betitelt. Dort unterhalten sich zwei alte Bekannte, der eine kommt mehrmals auf eine lästige Nachbarin zu sprechen. Zuletzt ersucht er den anderen, ihm beim Beseitigen der Leiche behilflich zu sein.
Die Hauptfigur des zweiten und längsten Teils, Офелия / Ophelia, ist Opha (Renata Lytwynowa). Die Krankenhausangestellte verabscheut die Frauen, die ihre Neugeborenen dort abgeben. Sie tötet eine solche Mutter.
In der dritten Geschichte, Девочка и смерть / Das Mädchen und der Tod, bringt ein Kind einen freundlichen alten Herrn (Oleg Tabakow) um. Die kleine Besucherin verabreicht dem Mann im Rollstuhl ein Getränk, in das sie Rattengift gemischt hat.

## Produktion
Szenenbildner der Drei Geschichten war Ewhenyj Holubenko: Kira Muratowas Partner, mit dem sie erstmals bei Das asthenische Syndrom zusammengearbeitet hatte, schrieb auch beim Drehbuch der ersten Episode mit, während die Regisseurin am Script der dritten beteiligt war. Renata Lytwynowa war bei der zweiten Episode Drehbuchautorin und Hauptdarstellerin: Muratowa war durch Lytwynowas Abschlussarbeit am Gerassimow-Institut für Cinematographie (VGIK) auf die damals 29-jährige Schauspielerin mit Autorinnenambitionen aufmerksam geworden. Sie castete sie zunächst für einen bestimmten Part. Als ihr die potentielle Darstellerin nicht passend für diese Rolle erschien, bot sie ihr an, selbst eine Rolle für sich zu schreiben. Lytwynowa galt nach der Veröffentlichung von Drei Geschichten u. a. dem Kritiker Didier Péron (Libération) als die Entdeckung des Films. 
Die Rolle des Mordopfers im dritten Teil war ursprünglich als weiblich konzipiert – dessen ungeachtet bot Kira Muratowa den Part Oleg Tabakow an, der „without much enthusiasm“ auf diese Idee reagiert habe. Muratowa und Storoschewa schrieben um und schufen eine Männerrolle, von welcher der Darsteller im Rückblick, „despite being small“, als „one of those most dear to me in cinema“ sprach.

## Rezeption
Die Verfasserin des Nachrufs auf Kira Muratowa für das British Film Institute erinnert sich an eine Begegnung mit der Regisseurin beim Filmfestival Kinotavr in Sotschi. Dort habe vor allem der Beginn der dritten Episode für Befremden bei Publikum und anwesenden Kritikern sowie für Debatten „über Katzen und Kinder“ gesorgt, Fachwelt und Tierliebhaber seien aus unterschiedlichen Gründen „somewhat appalled“ gewesen. An unterschiedlicher Stelle wurde eine Personenrede aus Drei Geschichten (Opha: “I don't like men. I don't like women. I don't like children. I'm not fond of people. I would give this planet a zero mark”) herangezogen, um damit die vorgebliche Misanthropie der Regisseurin zu belegen. Anlässlich der Retrospektive beim IFFR in Rotterdam (2013) hieß es dem entgegensetzend, der Ausspruch der „femme fatale en seriemoordenaar“ sei keineswegs als Botschaft des Films oder gar als persönliches Motto von Kira Muratowa zu verstehen.

## Kritiken (Auswahl)
- Im Falter wurde Drei Geschichten als „Triptychon“ bezeichnet, erzählt als „subtile und gleichzeitig surreale Mischung aus Horror und schwarzem Humor“.[8]
- Der Filmkritiker von Libération sah in den drei grausamen Erzählungen («contes cruels»), dass Moral völlig relativ sei, angesichts der gänzlich unbestraften Tötungsdelikte. Die erste Episode mit ihren «acteurs glapissants» und ihrer Tendenz zur Übertreibung lasse für das Kommende auf nichts Gutes schließen. Umso mehr entschädige die darauf Folgende mit dem schrägen Blick der Regisseurin: In ihrer Ophelia überschneiden sich auf widernatürliche Weise «une pin-up blonde hitchcockienne» und ein Bühnenbild von Tadeusz Kantor. Im dritten Teil gleiche die Kamera einer friedlichen Katze («chat paisible»), welche die Menschen beim Auszucken betrachte – und aufschrecke, wenn das Mädchen sich anschickt, Schachfiguren zu stehlen. Anders als die Apologien von Kieslowski bespiele der Film nicht Prinzipien, sondern vielmehr unsere Nerven: «Pour mieux nous inciter ensuite à les calmer par un joli meurtre incognito.»[9]
- „Ich nenne dies hier einen komplexen Film. Ich liebe ihn. Leider wird ihn kaum einer sehen wollen“, so Anke Westphal abschließend in Die Tageszeitung[10] – die taz berichtete ebenso wie Libération direkt anlässlich der Berlinale. Westphal hatte in ihre Nacherzählung der Handlung eingefügt: „Bei Kira Muratova geht es immer ein wenig zu, als würden Cocteau und Beckett noch leben – nur in Rußland –, flankiert von einigen Expressionisten.“
- Lucía de la Torre kam in einem postumen Überblicksartikel über Muratowas Œuvre für The Calvert Journal zum Schluss, Drei Geschichten sei “not an easy watch”, der Film sei “visceral and uncomfortable” und er erfordere ein tiefes Sicheinlassen auf Muratowas Psyche.[11] Die Morbidität des Films sei im Kontext seiner Kritik an menschlicher Grausamkeit zu betrachten. Muratowa habe Filme nicht gemacht, um zu gefallen, weder den Sowjetautoritäten noch den Egos oder Befindlichkeiten des Publikums. (“Yet its morbidity is not devoid of meaning, but rather a poignant criticism of human cruelty and a closer look at the raw, deep-rooted side of evil that is rarely talked about, much less represented on screen. Muratova did not make films to please — neither the Soviet authorities, nor the ego or sensibilities of her audiences — yet her cinematic genius and disturbingly honest portrayal of society, both collectively and at the individual level, are to be remembered and revered.”)

## Quelle
- Lina Žigelytė: Kira Muratova’s Queer Bloc: Situations, Generations, Nations, Another Gaze, 12. März 2022 (englisch)